# مثورا
مثورا (انگلیسی: Mathoura) یک شهر کوچک در منطقه ریورینا در جنوب نیو ساوت ولز، استرالیا، شورای رودخانه ناحیه دولت محلی است. در سرشماری سال ۲۰۰۰، جمعیت این شهر ۶۵۰ نفر اعلام شد. نام مثورا از یک واژه بومی استرالیایی است برای «باد باد» گرفته شده‌است.